# Uhlhof

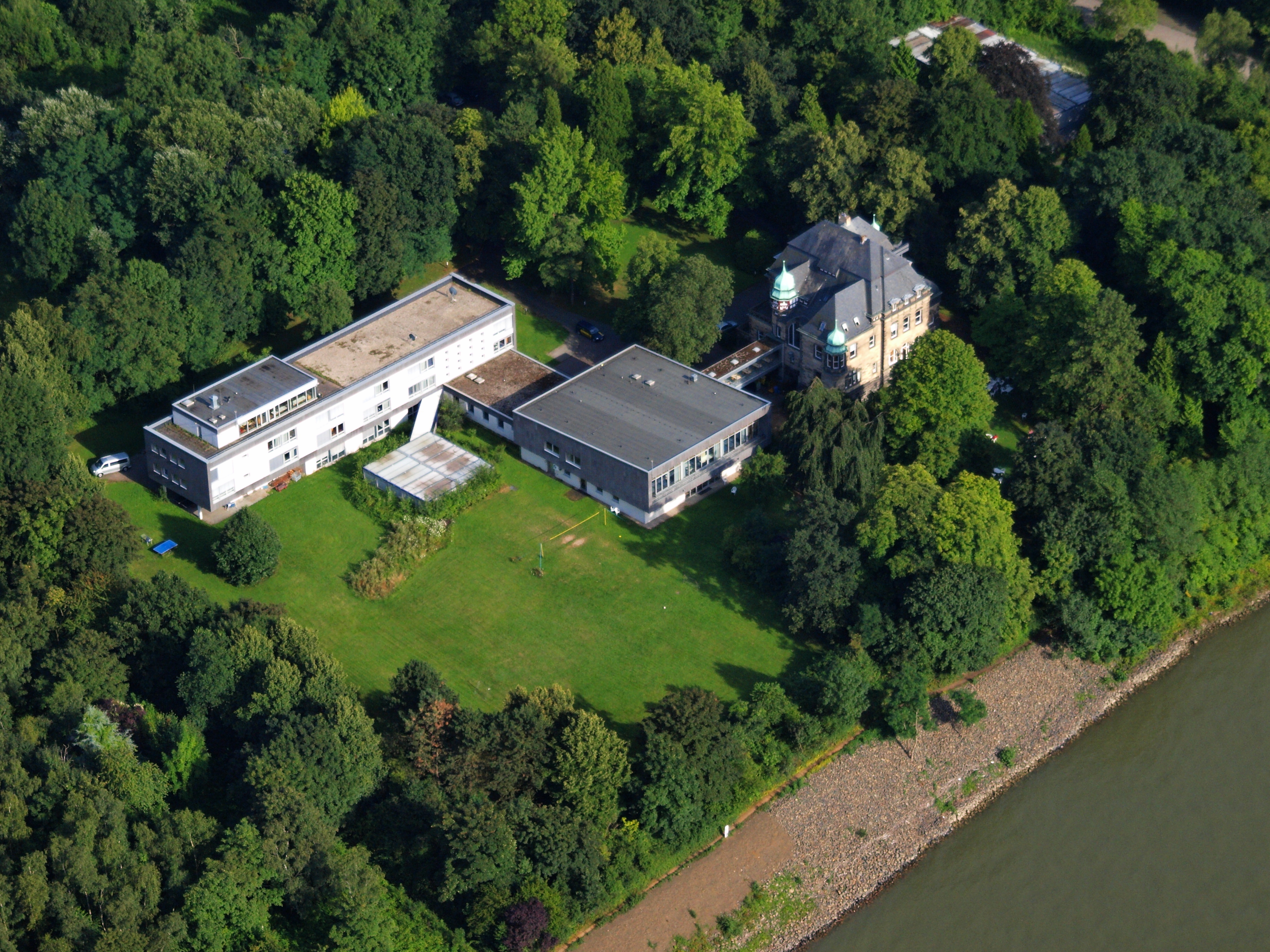
Luftaufnahme des Uhlhofs (2009)

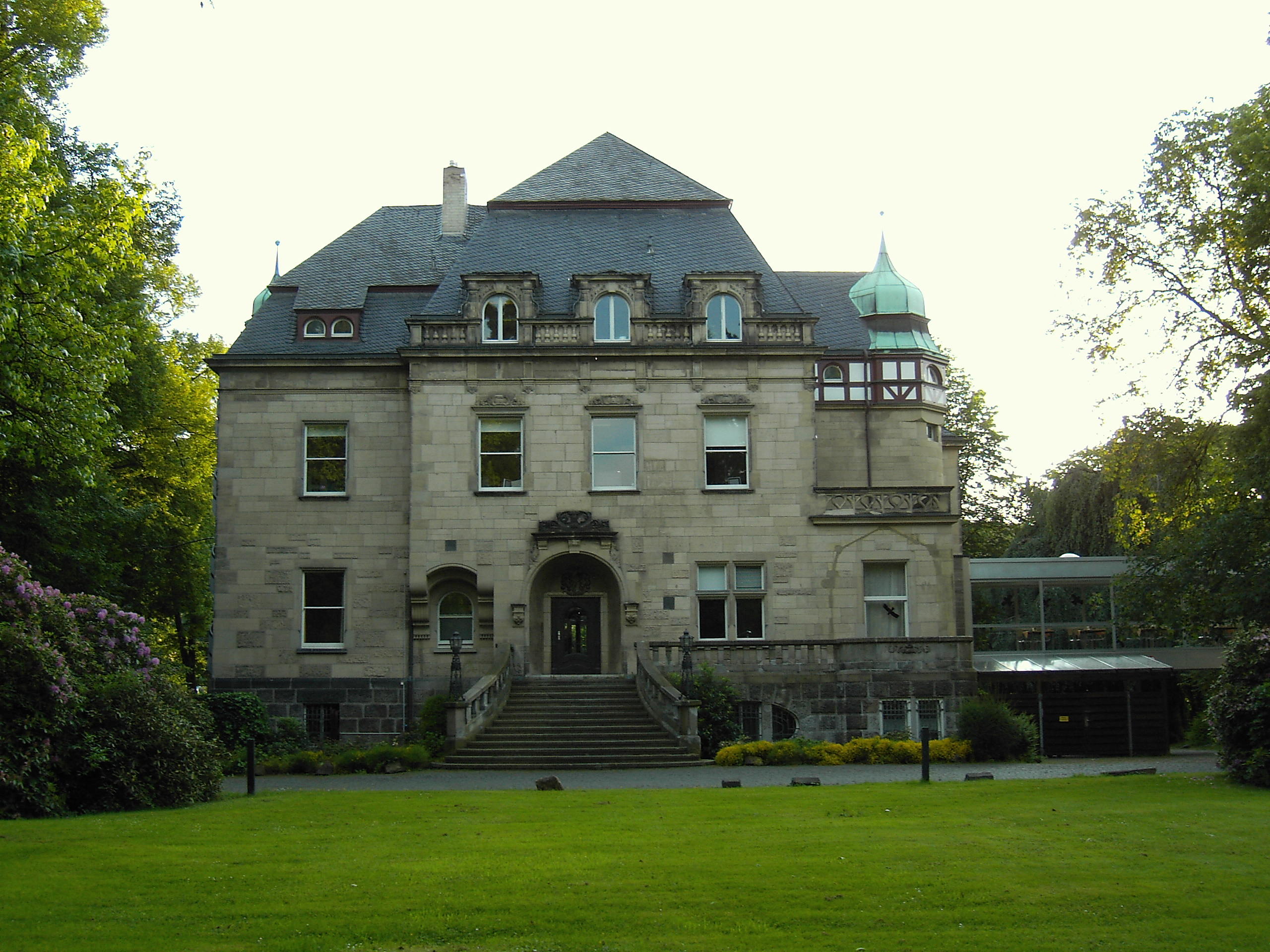
Villa Mauser, Ursprungsgebäude des Uhlhofs (2006)

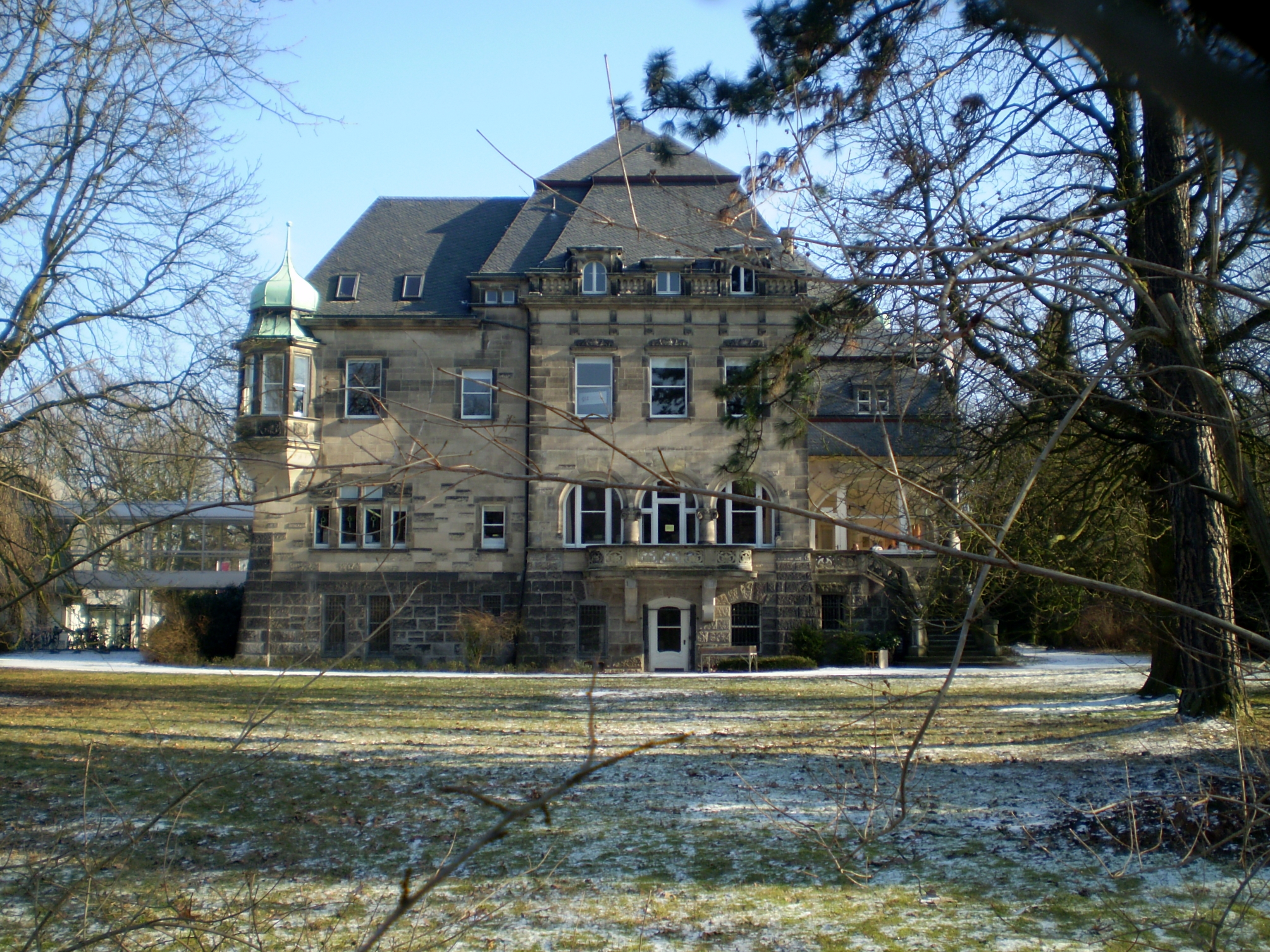
Rheinseite der Villa Mauser (2012)

Der Uhlhof ist ein Anwesen in Bad Honnef, einer Stadt im Rhein-Sieg-Kreis in Nordrhein-Westfalen. Er liegt am Rheinufer im Ortsteil Lohfeld und umfasst die Villa Mauser von 1904–06, die einschließlich der ca. 3000 m² großen Parkanlage und Umgrenzungsmauer als Baudenkmal unter Denkmalschutz steht, sowie angrenzende Neubauten aus den 1970er-Jahren für die hier bis 2017 ansässige Akademie für Internationale Zusammenarbeit (AIZ). Die Eintragung des Uhlhofs in die Denkmalliste der Stadt Bad Honnef erfolgte im Dezember 1999.

## Lage
Der Uhlhof liegt an der Lohfelder Straße (Hausnummer 128) am Südrand des Ortsteils Lohfeld direkt an der Grenze zur Ortsgemeinde Rheinbreitbach (Rheinland-Pfalz) sowie am Leinpfad oberhalb des Rheinufers.

## Geschichte

### Haus Elise/Villa Mauser
Bauherr der Villa auf dem später „Uhlhof“ genannten Grundstück war der in New York und London wohnhafte Pensionär Hermann Reimers. Reimers hatte 1903 damit begonnen, zahlreiche Grundstücke im Bereich des Lohfelds zu erwerben, um dort einen Zweitwohnsitz zu errichten. Im Frühjahr 1904 stellte er Bauanträge für die Errichtung einer Villa, eines Gewächshauses sowie eines Stallgebäudes einschließlich einer Kutscherwohnung. Letzteres konnte bereits am 4. Juli 1904 für den Gebrauch abgenommen werden. Einen Tag später folgte die Baugenehmigung für die Villa, die bis zur Schlussabnahme am 21. Oktober 1906 fertiggestellt war und den Namen „Haus Elise“ erhielt. Nachdem Reimers vermutlich 1917 in London verstorben war, stand die Villa leer, wurde aber zunächst weiter gepflegt.
Als Folge des Eintritts der USA in den Ersten Weltkrieg (April 1917) fiel das Anwesen aufgrund des ausländischen Eigentümers bis 1918 unter die Zwangsverwaltung feindlicher Vermögen, die zunächst der Honnefer Bürgermeister Brenig antrat. Nach deren Beendigung blieben die Besitzverhältnisse der Ländereien – sie waren spätestens 1925 mit einer Grundschuld belastet – ungeklärt, bis sie 1927 von den Erben Reimers an H. Wöhrmann aus Wesel weiterverkauft werden konnten. 1930 ging das Anwesen in den Besitz des Fabrikanten Ernst Gustav Hones über, nach dessen Tod wurde es 1941 durch den Industriellen Karl Wilhelm Mauser erworben und erhielt den Namen „Uhlhof“ bzw. „Villa Mauser“.
Nach Ende des Zweiten Weltkriegs übernahmen britische Besatzungstruppen 1945 den Uhlhof, die dort ein Hauptquartier der Royal Engineers – zuständig für die Beseitigung von Schiffs- und Brückentrümmern im Rhein – einrichteten. Die Familie Mauser konnte weiterhin auf dem Uhlhof wohnhaft bleiben, musste aber in die Kutscherwohnung und anschließend in den Pferdestall umziehen. 1949/50 wurde der Uhlhof für die Alliierte Hohe Kommission (AHK) beschlagnahmt, nachdem der britische General Gordon Macready (Mitglied im Wirtschafts- und Außenwirtschaftsausschuss der AHK) ihn als seinen Wohnsitz ausgewählt hatte. Im Zuge der Beschlagnahme kam es zu einer langwierigen rechtlichen Auseinandersetzung, die aber den Einzug Macreadys nicht verhinderte. Der Uhlhof wurde zeitweise noch als Obstgut geführt und verblieb nach Ende der Beschlagnahme im Besitz der Familie Mauser.

### Zentralstelle für Auslandskunde (zuletzt: AIZ)

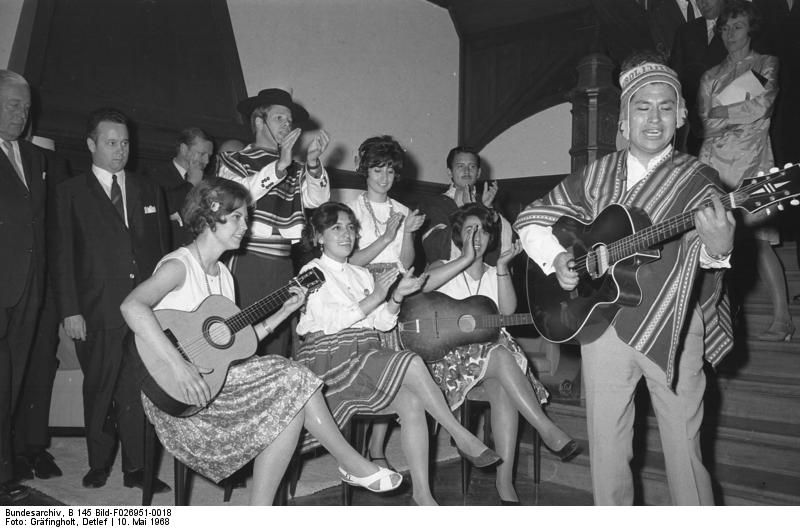
Übergabe der neuen Tagungsstätte des DSE in Bad Honnef im Mai 1968

1968 (Einweihung am 10. Mai) wurde im Uhlhof, der 1966 in den Besitz des Landes Nordrhein-Westfalen überging, die „Zentralstelle für Auslandskunde der Deutschen Stiftung für Internationale Entwicklung (DSE)“ als Vorläufer der späteren AIZ gegründet. Zentrum der Anlage wurde die Villa Mauser, deren ehemalige Nebengebäude (Remise und Kutscherwohnung) der Errichtung von Neubauten für Unterrichts- und Bürozwecke sowie eines Gästehauses in den Jahren 1971 bis 1973 weichen mussten. 2002 fusionierte die DSE mit der Carl-Duisberg-Gesellschaft zur Internationalen Weiterbildung und Entwicklung gGmbH (InWEnt). Nunmehr firmierte der Uhlhof als Vorbereitungsstätte für Entwicklungszusammenarbeit (V-EZ). Anfang 2003 schloss sich die Abteilung „Vorbereitung“ des von Berlin nach Bonn umgezogenen Deutschen Entwicklungsdienstes mit der InWEnt zusammen und zog deshalb nach Bad Honnef um. Da die Kapazitäten nicht mehr ausreichten, wurden bis 2004 mehrere provisorische Bürocontainer aufgestellt, die 2008 wieder abgebaut wurden; stattdessen wurde ein leerstehendes Gebäude der Firma Birkenstock angemietet. 2011 wurde die V-EZ mit der Fusion von InWEnt und Deutschem Entwicklungsdienst zur GIZ in Akademie für internationale Zusammenarbeit umbenannt.
Seit Ende der 1990er-Jahre gab es Pläne, die Akademie in das bundeseigene seit 2006 leerstehende Gebäude der früheren Aus- und Fortbildungsstätte des Auswärtigen Amtes im Bonner Ortsteil Ippendorf zu verlagern, weil das Land Nordrhein-Westfalen es der Vorbereitungsstätte nicht mehr kostenlos zur Nutzung überlassen wollte und der Bund über die damalige InWent der Nutzer der Immobilie war. Ab Juni 2006 waren die Pläne konkreter geworden; das Bundesministerium für wirtschaftliche Zusammenarbeit und Entwicklung stellte eine Verlegung bis Sommer 2009 in Aussicht. Sie wurde jedoch im Dezember 2006 vorerst abgewendet. Der Bund plante nun, auf dem Gelände des Uhlhofs Neubauten als Ersatz für die provisorischen Bürocontainer zu errichten und Teile des Altbestands zu sanieren. Ab 2008 sollte ein neuer, zwei- bis viergeschossiger Rundbau entstehen, dessen Fertigstellung für Mai 2010 anvisiert war. Bis 2011 sollte die denkmalgeschützte Villa saniert werden. Weiterhin war ein neues Appartementhaus in Planung, das ebenfalls bis 2011 bezogen werden sollte. Die Pläne wurden nicht verwirklicht, da ab 2010 erneut ein Umzug in eine Bonner Immobilie erwogen wurde.
Im Mai 2013 wurde bekannt, dass die GIZ den Uhlhof als Sitz der Akademie für Internationale Zusammenarbeit aufzugeben beabsichtigte, vorgeblich wegen der fehlenden Ausbaubarkeit des Standorts, insbesondere aufgrund von Hochwasserschutzbestimmungen. Die Stadt Bad Honnef und die Verbandsgemeinde Unkel bestritten, dass ein Ausbau nicht möglich sei. Am 21. Juni 2013 beschloss der Aufsichtsrat der GIZ, die AIZ bis frühestens 2016 in die bisherige Andreas-Hermes-Akademie im Bonner Ortsteil Röttgen zu verlegen. Der Umzug erfolgte schließlich im Dezember 2017. Der daraufhin leerstehende Uhlhof wurde durch den Bau- und Liegenschaftsbetrieb NRW zum Verkauf angeboten.